# صلاح ابراهیم احمد
صلاح ابراهیم احمد (انگلیسی: Salah Ibrahim Ahmed؛ زادهٔ ۱ ژوئیهٔ ۱۹۴۷) بازیکن فوتبال اهل عراق بود.
وی همچنین در تیم ملی فوتبال عراق بازی کرده‌است.